# Lethrinus mahsena
Lethrinus mahsena là một loài cá biển thuộc chi Lethrinus trong họ Cá hè. Loài cá này được mô tả lần đầu tiên vào năm 1775.

## Từ nguyên
Từ định danh mahsena bắt nguồn từ Sjöûr mehseni, tên thường gọi trong tiếng Ả Rập của loài cá này ở Biển Đỏ.

## Phân bố và môi trường sống
L. mahsena có phân bố giới hạn ở Tây Ấn Độ Dương, từ Biển Đỏ và vịnh Ba Tư dọc theo Đông Phi, băng qua Madagascar và các đảo quốc lân cận, trải dài về phía đông đến quần đảo Chagos, Maldives và Sri Lanka. Những ghi nhận của L. mahsena ở Thái Bình Dương có khả năng là nhầm với Lethrinus atkinsoni.
L. mahsena sống gần các rạn san hô, trên nền đáy cát hoặc thảm cỏ biển, độ sâu đến ít nhất là 100 m.

## Bị đe dọa
Đánh bắt quá mức là mối đe dọa lớn trong khu vực phân bố của L. mahsena. Sự suy giảm quần thể đã xảy ra ở ngoài khơi Kenya và Ai Cập, cũng như các đảo quốc xa bờ là Mauritius và Rodrigues. Do đó, L. mahsena được xếp vào nhóm Loài nguy cấp.

## Mô tả
Chiều dài cơ thể lớn nhất được ghi nhận ở L. mahsena là 65 cm, nhưng thường bắt gặp với chiều dài trung bình khoảng 40 cm.
Thân màu vàng đến xanh lục lam, nhạt hơn ở bụng, thường có 9–10 vạch sọc màu vàng lục sẫm hoặc nâu. Đầu màu xám tía, đôi khi có đốm đỏ ở gáy. Một vạch màu đỏ nằm ở gốc vây ngực, có khi lan rộng ra đến rìa nắp mang; gốc của các tia vây ngực trên và đôi khi cả dưới có màu đỏ. Gốc và chóp các tia vây bụng thường đỏ. Màng vây lưng có màu đỏ (vài cá thể giới hạn ở gốc vây). Vây hậu môn trắng, trừ màng các tia trước thường đỏ. Vây đuôi, đặc biệt là chóp đuôi hơi ửng đỏ.
Danh pháp L. sanguineus được áp dụng cho kiểu hình của loài này khi vệt đỏ tươi ở gốc vây ngực lan rộng đến nắp mang. Cường độ màu đỏ trên màng vây cũng tăng và giảm đồng thời với cường độ của vệt đỏ xuất phát từ gốc vây ngực. Tuy nhiên, không có sự khác biệt về hình thái giữa hai kiểu hình mahsena và sanguineus.
Số gai ở vây lưng: 10 (gai thứ 3 hoặc 4 thường dài nhất); Số tia vây ở vây lưng: 9; Số gai ở vây hậu môn: 3; Số tia vây ở vây hậu môn: 8; Số tia vây ở vây ngực: 13; Số vảy đường bên: 46–48.

## Sinh thái
Thức ăn của L. mahsena chủ yếu là động vật da gai (thường thấy nhất là cầu gai), động vật giáp xác và cá nhỏ; các loài nhuyễn thể khác (như sống đuôi, hải miên, giun nhiều tơ) ít được chúng tiêu thụ hơn.
Độ tuổi lớn nhất mà L. mahsena đạt được là 27 năm, được ghi nhận ở Seychelles. L. mahsena là một loài lưỡng tính tiền nữ (cá đực là từ cá cái chuyển đổi giới tính mà thành), và thường diễn ra ở khoảng độ từ 5 đến 6 tuổi.

## Thương mại
L. mahsena được coi là một loại cá thực phẩm chất lượng, nhưng ở một vài nơi trong khu vực Ấn Độ Dương, thịt của chúng có thể mang mùi vị như "san hô" gây khó chịu.